# ژاک کازوت
ژاک کازوت (به فرانسوی: Jacques Cazotte) نویسنده قرن هجدهم میلادی اهل فرانسه است.